# 캐필라노 현수교

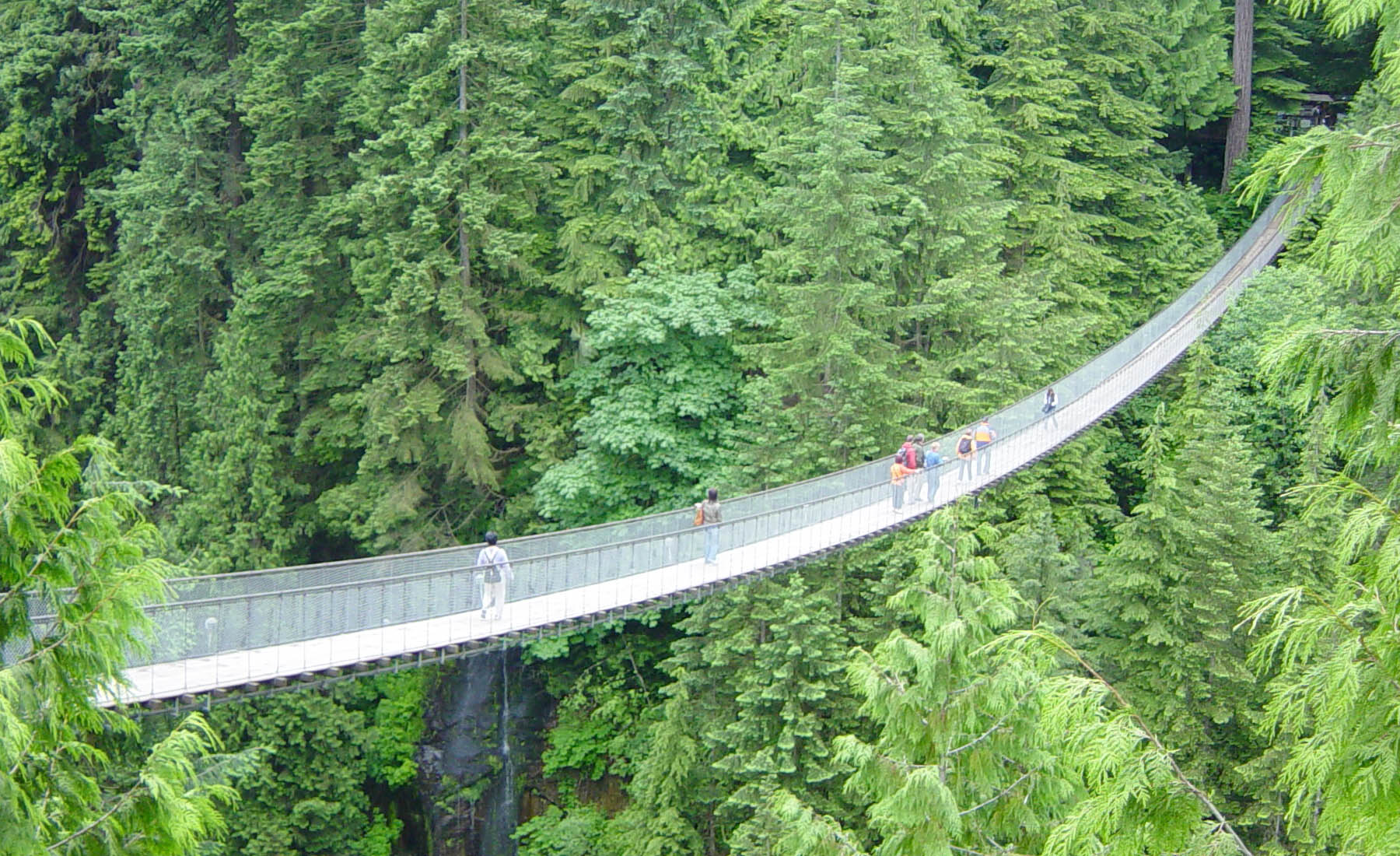
캐필라노 현수교

캐필라노 현수교(영어: Capilano Suspension Bridge)는 캐나다 브리티시컬럼비아주 캐필라노 강에 있는 현수교이다. 136m 위에 있으며, 흔들다리이다. 연간 800,000명이상의 관광객이 들린다.